# Bầu cử tổng thống Sri Lanka 2015
Cuộc bầu cử tổng thống Sri Lanka 2015 được tổ chức tại vào ngày 08 tháng 1, hai năm trước khi mãn nhiệm kỳ. Đương kim Tổng thống Mahinda Rajapaksa, giữ chức vụ này từ năm 2005, đã ra ứng cử cho Liên minh Tự do Nhân dân Thống nhất (UPFA), tin tưởng sẽ tiếp tục làm tổng thống nhiệm kỳ thứ ba, sau khi quốc hội đã thay đổi hiến pháp để ông có thể tái tranh cử. Ông cho bầu cử sớm, hy vọng vẫn được ưa chuộng vì những chiến thắng về quân sự trong quá khứ.
Liên minh đối lập do đảng Dân tộc Thống nhất dẫn đầu đã chọn Maithripala Sirisena, mà đã từ bỏ chức vụ Bộ trưởng Bộ Y tế trong chính phủ Rajapaksa và chức tổng thư ký của đảng Tự do Sri Lanka (SLFP), Đảng chính trong liên minh UPFA, làm ứng cử viên. Sirisena đã cáo buộc Tổng thống Mahinda Rajapaksa đang dẫn quốc gia tới một chính thể độc tài. Sirisena cũng hứa là sẽ hủy bỏ chức vụ tổng thống có quá nhiều quyền lực, để chính phủ đứng đầu bởi một thủ tướng như trước 1978, ngoài ra sẽ để các cơ quan độc lập chỉ định thẩm phán và các vị lãnh đạo cảnh sát.
Sirisena được tuyên bố là người thắng cử sau khi nhận được 51,28% số phiếu bầu so với Rajapaksa 47,58%. Kết quả này đã được coi là một cú sốc nặng cho Rajapaksa.
Ngày 11 tháng 1 năm 2015 chính phủ mới công bố một cuộc điều tra đặc biệt về những cáo buộc cho là Rajapaksa có âm mưu đảo chính. Mangala Samaraweera, mà được xem là sẽ trở thành ngoại trưởng trong chính phủ của Sirisena đã nói trong một cuộc họp báo, là Rajapaksa tìm sự ủng hộ của quân đội để tiếp tục nắm quyền.
Một phát ngôn viên của Sirisena nói, ông ta đã ra lệnh hủy bỏ lệnh cấm một số trang mạng thông tin, mà đã bị ngăn chặn dưới thời Rajapaksa.